# Ле-Соз-дю-Лак
Ле-Соз-дю-Лак (фр. Le Sauze-du-Lac, окс. Lo Sause dau Lac) — коммуна во Франции, находится в регионе Прованс — Альпы — Лазурный Берег. Департамент коммуны — Верхние Альпы. Входит в состав кантона Савин-ле-Лак. Округ коммуны — Гап.
Код INSEE коммуны — 05163.

## Население
Население коммуны на 2008 год составляло 124 человека.
| 1962 | 1968 | 1975 | 1982 | 1990 | 1999 | 2008 |
| ---- | ---- | ---- | ---- | ---- | ---- | ---- |
| 70   | 72   | 68   | 55   | 72   | 87   | 124  |

## Экономика
В 2007 году среди 73 человек в трудоспособном возрасте (15—64 лет) 48 были экономически активными, 25 — неактивными (показатель активности — 65,8 %, в 1999 году было 74,1 %). Из 48 активных работали 42 человека (25 мужчин и 17 женщин), безработных было 6 (2 мужчин и 4 женщины). Среди 25 неактивных 2 человека были учениками или студентами, 14 — пенсионерами, 9 были неактивными по другим причинам.

## Фотогалерея
- Церковь дю Соз
- Памятник
- Мэрия
- Ле-Соз-дю-Лак